# Rhabdomys pumilio
Rhabdomys pumilio — вид гризунів родини Muridae.
Він зустрічається по всій південній половині Африки на висоті до 2300 метрів над рівнем моря, простягаючись на північ аж до Демократичної Республіки Конго. Його природними середовищами існування є савани, чагарники, чагарникова рослинність середземноморського типу, жаркі пустелі, орні землі, сільські сади та міські території.